# 车家庄乡
车家庄乡是中国陕西省咸阳市彬县下辖的一个乡。

## 行政区划
车家庄乡下辖以下行政区：
闫堡村、店子头村、马家斜村、枣林村、席家店村、新庄村、车家庄村、权家桥村、黄白村、闫家河村